# Illa Fernandina
Fernandina (que rep el nom del rei Ferran el Catòlic, patrocinador de Cristòfor Colom), anteriorment coneguda en anglès com a illa de Narborough, per John Narborough; és la tercera illa més gran i recent de l'arxipèlag de les Galápagos, a més de la que es troba més a l'oest d'aquest. De la mateixa manera que les altres illes de l'arxipèlag, l’illa fou formada pel punt calent de les Galápagos. L'illa és un volcà d'escut actiu, que ha entrat en erupció recentment els anys 2005, i 2009.
Fernandina té una superfície de 642 km2 (248 sq mi) i una alçada màxima de 1,476 m (4,843 ft), amb una caldera al cim d’uns 6.5 km (4.0 mi) d'amplària. La caldera col·lapsà el 1968, quan part del sòl de la caldera caigué 350 m (1,150 ft). Un petit llac ha ocupat intermitentment la part baixa al nord de la caldera, la més recent el 1988.
Mentre estava ancorat a la badia de Banks, el capità Benjamin Morrell registrà una de les majors erupcions de la història de les Galápagos al volcà de Fernandina. El seu vaixell, i el relat del succés, escaparen a tan funesta experiència. Degut de la seva recent activitat volcànica, l'illa a penes allotja vida vegetal i presenta una superfície majoritàriament rocosa. Els visitants de l’illa Fernandina seran portats a veure només els afores del cràter per motius de seguretat. Es poden observar dos tipus de colades de lava, ʻaʻā i pāhoehoe.

## Flora i fauna

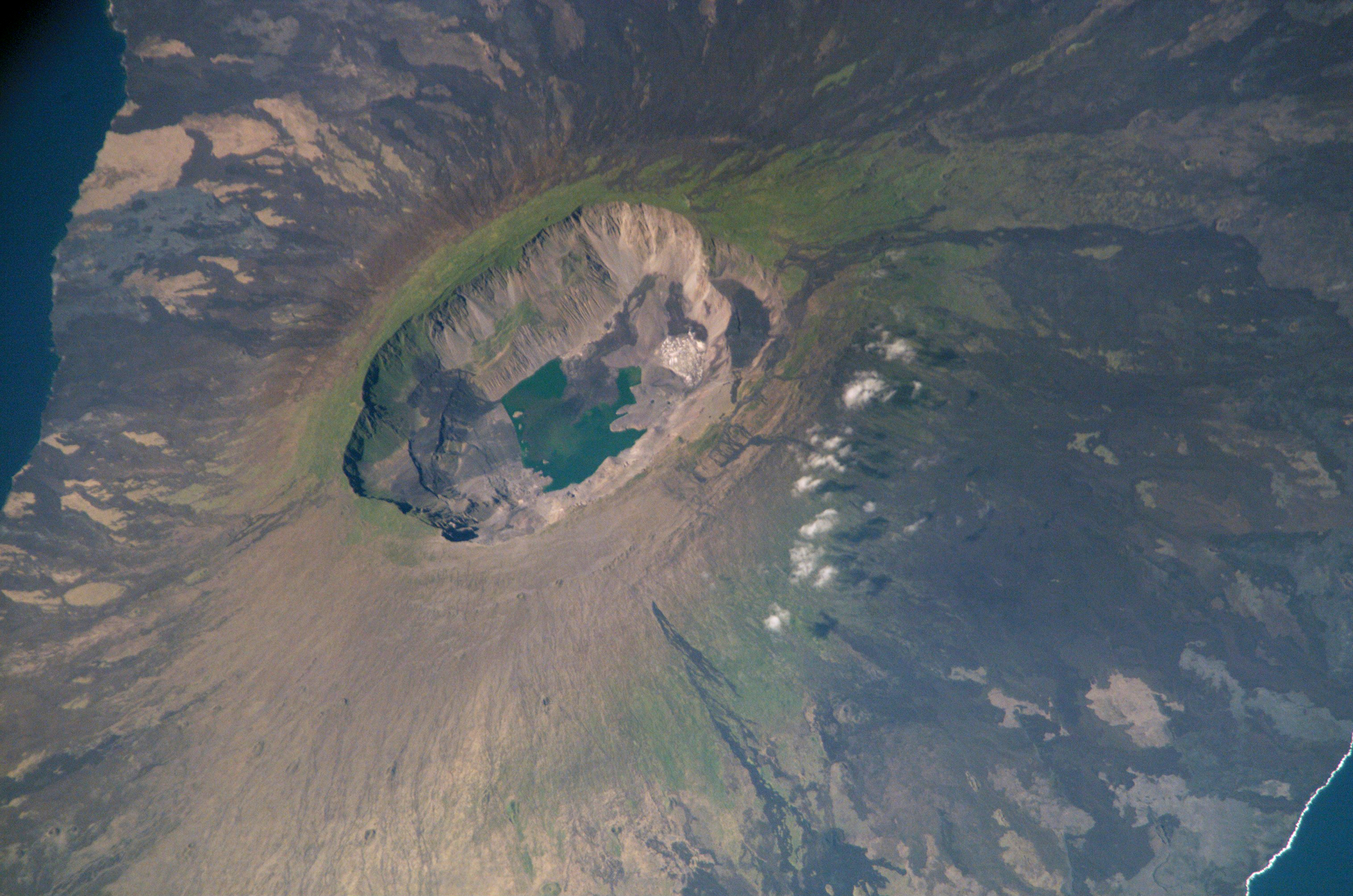
Detall de la caldera del volcà la Cumbre, vist des de la ISS, juliol de 2002

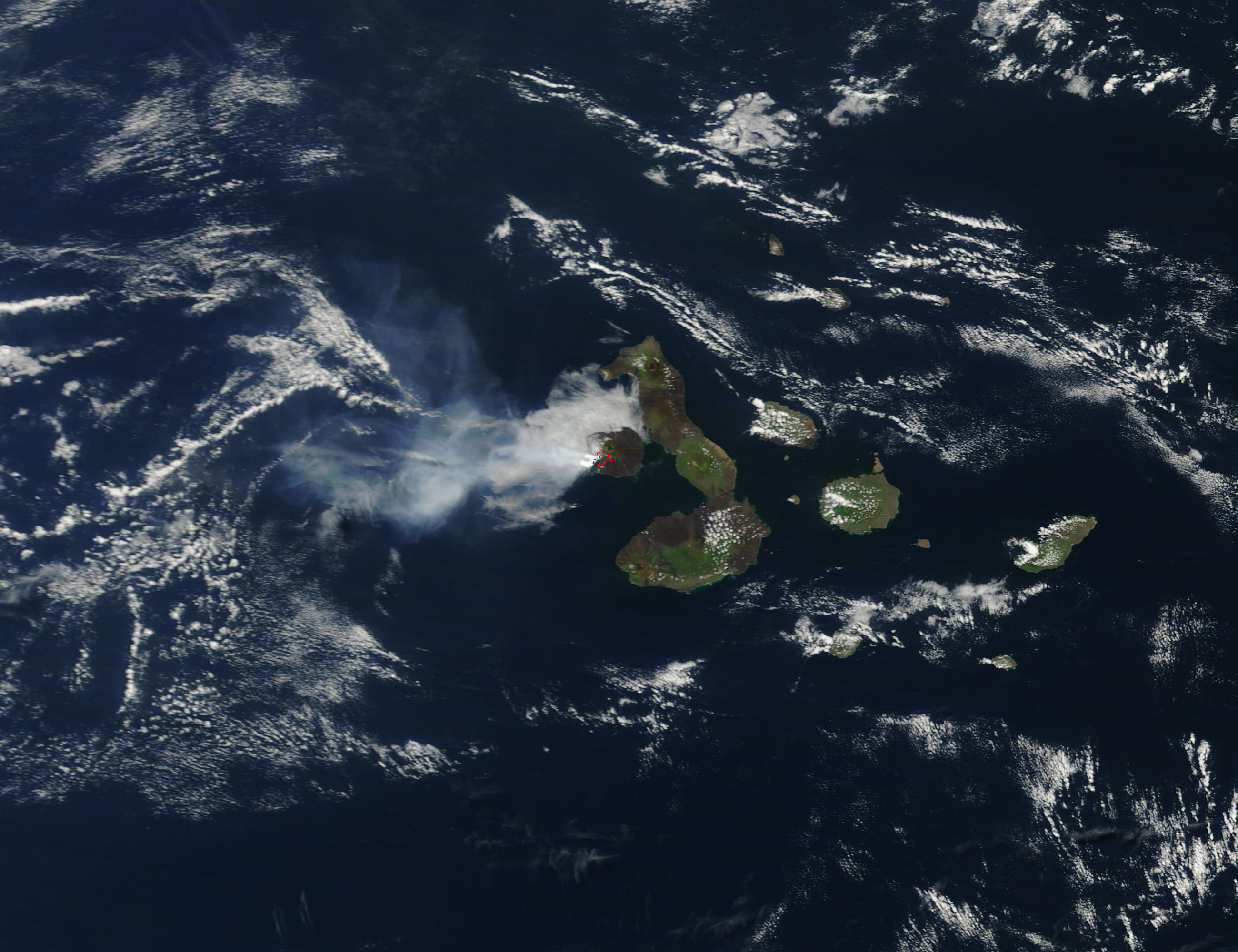
L'illa Fernandina durant l'erupció d'abril del 2009 vista des de l'espai. També es pot veure Isabela a l'est (dreta).

Punta Espinoza és una estreta banda de terreny on es reuneixen centenars d'iguanes marines en grans grups sobre roques de lava negra. El cèlebre corb marí de les Galápagos habita aquesta illa, a més de pingüins, pelicans i lleons marins. La tortuga de l’illa de Narborough (Chelonoidis phantasticus) és una espècie de tortuga gegant de les Galápagos altament esquiva restringida a l’illa, que es creia extinta després de no haver-se observat durant 113 anys. El 2019 es va trobar una vella femella.
A l’illa també hi ha boscos de manglars.

## Erupció d'abril del 2009
El flanc sud del volcà La Cumbre entrà en erupció de fissura que va generar fluxos, que remeteren en poques hores. Fernandina és la llar de molts éssers vius salvatges que fou posada en perill per l'esclat de l'activitat volcànica de l'abril de 2009, segons els guardes del Parc Nacional de les Galápagos. Com que l'illa no té residents humans, no es van posar en perill cap assentament. Els guardes del parc i una barca turística que passava inicialment van observar el volcà a les 10:00 (hora local) de la tarda del 10 d’abril de 2009. El fet que hi hagi una escassa població humana a la zona occidental de les illes Galápagos comporta que l’activitat volcànica no sempre s'observa o es comunica tan bon punt comença. L'estació sísmica de Puerto Ayora, a la propera illa de Santa Cruz, no va registrar cap terratrèmol associat a aquesta erupció.